# Лиха
Лиха или Лих је у грчкој митологији био Хераклов гласник.

## Митологија
Иако је био странац, Херакле је Лихи поверио многе одговорне дужности. Након разарања Ехалије, Херакле је Лиху послао у Трахин да доведе заробљенице, међу којима и Јолу. Такође, послао га је и да најави Дејанири његов долазак. Међутим, Лиха је имао дуг језик и испричао Дејанири о љубавној афери њеног мужа са Јолом. Дејанира се уплашила супарнице, па је по Лихи послала Хераклу одећу натопљену Несовом крвљу, у лажном убеђењу да ће јој то повратити љубав супруга. Међутим, крв је заправо била отровна и Херакле је издахнуо у тешким мукама. Док је умирао, ухватио је Лиху за ноге и бацио га на стену која је израњала из мора. Према другој причи, Лиха се претворио у камен у Херакловим рукама и по њему је названа група острва крај Еубеје или у стену људског облика, за коју су се морнари бојали да привежу своје бродове јер су сматрали да је живо биће. Лиху је поменуло неколико аутора, међу којима и Овидије у „Метаморфозама“, а и Сенека у причи о Херкулу.

## Друге личности
- Лиха је описан као добротвор Спартанаца, који су га у току владавине Анаксандрида послали у делфско пророчиште како би сазнао где су Орестове кости које су им биле неопходне да би победили Тегејце. Тамо му је наложено да оде у Тегеју, где ће наћи то што тражи и тако постати владар те земље. Није му било тешко да тамо доспе, јер је у то време владало примирје. Тамо је наишао на ковача који је ковао копље од гвожђа, а не од бронзе, што га је зачудило. Међутим, ковач му је саопштио да је сам наишао на још веће чудо када је копао бунар; на сандук са костима. Пошто је схватио да је нашао шта је тражио, вратио се у Спарту како би саопштио добре вести. Предложио је да га тамошње судије тобоже протерају због злочина и он је пребегао у Тегеју издајући се за изгнаника. Замолио је ковача да га сакрије у своју ковачницу, што је овај и учинио и Лиха је украо кости. Однео их је у Спарту и сахранили су их крај храма Суђаја. Од тог доба, спартанска војска није губила битке од тегејске.[3]
- У Вергилијевој „Енејиди“, Турнов савезник који се борио против Енеје у Италији и кога је Енеја убио.[7]
- Један од бранилаца Тебе у рату седморице против Тебе кога је убио Хипомедонт.[7]